# Puerto Almanza
Puerto Almanza est une localité argentine située dans la province de Terre de Feu et dans le département d'Ushuaïa.

## Géographie

### Localisation
Située dans la zone proche de l'embouchure du rio Almanza, elle comprend la zone entre la pointe Almanza et le port Almanza, sur la route complémentaire 30 ou la route J et la côte de la baie Almirante Brown du canal Beagle, à 75 km de la ville d'Ushuaïa. D'ici, on aperçoit le canal Beagle jusqu'à la ville de Puerto Williams sur l'Île Navarino, au Chili. Dans la localité se trouve un poste de contrôle et de surveillance du trafic maritime de la marine argentine.
Puerto Almanza est actuellement la ville la plus méridionale d'Argentine, plus au sud que même Ushuaïa, qui se trouve à 54º49'S de latitude.

### Sismicité
La région répond à la faille Fagnano-Magallanes, un système de faille sismogénique régional, d'orientation est-ouest, qui coïncide avec la limite de transformation entre les plaques sud-américaine (nord) et Scotia (sud), avec une sismicité moyenne ; et sa dernière expression a eu lieu le 17 décembre 1949, à 22 h 30 UTC-3, avec une magnitude d'environ 7,8 sur l'échelle de Richter.

## Histoire
La première implantation remonte à 1966 avec le détachement de la préfecture navale argentine. Il y avait également une scierie, Puerto Almanza, nom sous lequel cet endroit est toujours connu. Le 28 octobre 1987, la loi territoriale no 308 a été promulguée, qui a créé l'agglomération.

« Article no 1 - L'agglomération urbaine "ALMANZA" (...) est créée dans la zone entourant l'embouchure du rio Almanza, de la pointe Almanza et du pont Almanza ; sur la route complémentaire « 0 » et la côte de la baie d'Almirante Brown du canal Beagle.
Article no 4 - Jusqu'à la nomination de la Commission de développement, prévue à l'article 66 du décret-loi no 2191/57 et à l'article 3 de la loi no 236, cette fonction sera exercée par la municipalité d'Ushuaïa. »

Les premiers colons civils sont arrivés en 1991. En 2001, quelques pêcheurs s'y sont installés et ont construit leurs cabanes. Bien que la loi créant la ville prévoie la création d'une commission de développement, celle-ci n'a pas été réalisée et n'a pas été placée sous la juridiction transitoire de la municipalité d'Ushuaïa.

## Caractéristiques
Dans la région se trouve le port Almanza où accostent des bateaux de pêche et de tourisme. Il y a un détachement de la  préfecture navale argentine, et des maisons privées avec des élevages d'animaux, des jardins potagers et quelques élevages de saumon pour la consommation. Il existe une trentaine de maisons, dont la plupart appartiennent à des pêcheurs artisanaux, qui extraient du canal des araignées de mer, des moules et autres mollusques.
Il existe également des entreprises de pisciculture consacrées à l'élevage de truites dans des étangs artificiels et à la plantation d'oursins. Un plan ambitieux est actuellement en cours pour fournir une infrastructure portuaire adéquate à cette localité fuégienne.

## Industrie
La baie d'Almanza est au premier rang mondial pour sa production de mollusques bivalves, selon un rapport présenté par le sous-secrétariat de la pêche lors d'une réunion tenue à l'Organisation des Nations unies pour l'alimentation et l'agriculture (FAO).